# Estádio Durival Britto e Silva
Das Estádio Durival Britto e Silva, oft auch nach dem Stadtteil  nur kurz Vila Capanema, ist ein Fußballstadion in Curitiba, der Hauptstadt des brasilianischen Bundesstaates Paraná. Es fasst 20.083 Zuschauer und ist nach dem Geschäftsmann Durival Britto e Silva benannt. Das Stadion wird hauptsächlich vom Verein Paraná Clube genutzt.

## Geschichte
Das erste Spiel in der Arena trugen Fluminense Rio de Janeiro und der CA Ferroviário, einer der Vorgänger des heutigen Paraná Clube, am 23. Januar 1947 aus. Fluminense gewann mit 5:1.  Die Anlage war auch eine der Spielstätten der Fußball-Weltmeisterschaft 1950 und Austragungsort der Partien Spanien gegen USA sowie Paraguay gegen Schweden.
Seine bisher höchste Zuschauerzahl erreichte das Stadion am 8. September 1968 beim Spiel Athletico Paranaense gegen FC Santos. Damals kamen 24.303 Leute zum Spiel, das Atlético mit 3:2 gewann.
Britânia SC und Colorado EC, beides nicht mehr existente Vereine, die aber in der Fußballgeschichte von Paraná von Bedeutung sind, haben das Stadion auch genutzt.